# Lista celor mai lungi poduri arcuite din lume
Lista celor mai lungi poduri arcuite din lume clasifică podurile și viaductele în formă de arc în funcție de deschiderea lor maximă. 
Un pod arcuit este un pod în formă de arc, cu suporți (culee) la ambele capete, care funcționează prin transferarea forței totale exercitate asupra podului (suma greutății podului și sarcinilor la care este supus acesta) parțial într-o componentă orizontală care se descarcă pe suporții de pe ambele părți și parțial într-o componentă verticală care se descarcă pe suporturile arcului (pile). 
Un viaduct (un pod lung) poate fi realizat dintr-o serie de arcade de lungimi egale sau diferite. Deschiderea maximă reprezintă valoarea cea mai mare dintre deschiderile fiecărui arc de pod.
Lungimea traveei principale este cea mai comună modalitate de a clasifica podurile și viaductele, deoarece se corelează de obicei cu complexitatea inginerească implicată în proiectare și construcție. Dacă un pod are o deschidere mai mare decât un altul, nu înseamnă neapărat că acel pod este mai lung de la mal la mal față de celălalt.
Lista cuprinde două secțiuni, prima include podurile arcuite finalizate, aflate în operare, iar cea de-a doua le include pe cele aflate în stadiu de construcție sau proiectare. Pentru ambele secțiuni au fost luate în considerare podurile și viaductele a căror deschidere maximă depășește lungimea de 300 m. Ordinea este descrescătoare, în funcție de valorile deschiderii maxime.

## Lista podurilor arcuite cu cea mai mare deschidere maximă din lume
| Imagine | Nume | Deschidere maximă (m) | Material                        | An        | Locație                                       | Coordonate                                                         | Țară                    | Note            |
|         | |                       |                                 |           |                                               |                                                                    |                         |                 |
| ------- | --- | --------------------- | ------------------------------- | --------- | --------------------------------------------- | ------------------------------------------------------------------ | ----------------------- | --------------- |
|         | Podul Tian'e Longtan (în chineză: 天峨龙滩特大桥, transliterat: Tiān é lóng tān tèdà qiáo)                                                | 600                   | beton + schelet metalic         | 2024      | Tian'e, Guangxi                               | 25°04′43″N 107°01′15.6″E / 25.07861°N 107.021000°E                 | China                   | [ 1 ] [ H 1 ]   |
|         | Al treilea pod Pingnan (în chineză: 平南三桥, transliterat: Píng nán sān qiáo)                                                            | 575                   | tuburi de oțel umplute cu beton | 2020      | Pingnan, Guangxi                              | 23°32′35″N 110°20′56″E / 23.54306°N 110.34889°E                    | China                   | [ 2 ]           |
|         | Podul Chaotianmen peste fluviul Yangtze (în chineză: 朝天门长江大桥, transliterat: Cháotiān mén chángjiāng dàqiáo)                        | 552                   | oțel                            | 2009      | Chongqing                                     | 29°35′18.8″N 106°34′39.3″E / 29.588556°N 106.577583°E              | China                   | [ S 1 ]         |
|         | Podul Lupu (în chineză: 卢浦大桥, transliterat: Lúpǔ dàqiáo)                                                                              | 550                   | oțel                            | 2003      | Shanghai                                      | 31°11′27.8″N 121°28′35.7″E / 31.191056°N 121.476583°E              | China                   | [ S 2 ]         |
|         | Podul Zigui peste fluviul Yangtze (în chineză: 秭归长江大桥, transliterat: Zǐguī chángjiāng dàqiáo)                                       | 531,2                 | tuburi de oțel umplute cu beton | 2019      | Zigui, Hubei                                  | 30°57′32.2″N 110°45′33.9″E / 30.958944°N 110.759417°E              | China                   | [ H 2 ] [ H 3 ] |
|         | Podul Bosideng peste fluviul Yangtze (în chineză: 波司登长江大桥, transliterat: Bōsīdēng chángjiāng dàqiáo)                               | 530                   | tuburi de oțel umplute cu beton | 2012      | Hejiang, Sichuan                              | 28°53′31.9″N 105°52′47.1″E / 28.892194°N 105.879750°E              | China                   |                 |
|         | Podul New River Gorge (în engleză New River Gorge Bridge)                                                                                 | 518,2                 | oțel                            | 1977      | Fayetteville, Virginia de Vest                | 38°4′8.6″N 81°4′58.2″V / 38.069056°N 81.082833°V                   | Statele Unite           | [ S 3 ]         |
|         | Podul Bayonne (în engleză Bayonne Bridge)                                                                                                 | 510                   | oțel                            | 1931      | Staten Island, New York - Bayonne, New Jersey | 40°38′30.7″N 74°8′31.5″V / 40.641861°N 74.142083°V                 | Statele Unite           | [ S 4 ]         |
|         | Podul autostrăzii Hejiang peste fluviul Yangtze (în chineză: 合江长江公路大桥, transliterat: Hé jiāng chángjiāng gōnglù dàqiáo)           | 507                   | tuburi de oțel umplute cu beton | 2021      | Hejiang, Sichuan                              | 28°49′13.0″N 105°49′58.6″E / 28.820278°N 105.832944°E              | China                   |                 |
|         | Podul Wujiang peste râul Wu (în chineză: 乌江特大桥, transliterat: Wūjiāng tèdà qiáo)                                                     | 504                   | tuburi de oțel umplute cu beton | 2023      | Sinan, Guizhou                                | 27°53′45″N 108°14′47″E / 27.895829101236437°N 108.24629894545546°E | China                   |                 |
|         | Podul portului Sydney (în engleză Sydney Harbour Bridge)                                                                                  | 503                   | oțel                            | 1932      | Sydney                                        | 33°51′6.9″S 151°12′39.1″E / 33.851917°S 151.210861°E               | Australia               | [ S 5 ]         |
|         | Podul Wushan Podul peste fluviul Yangtze (în chineză: 巫山长江大桥, transliterat: Wūshān chángjiāng dàqiáo)                               | 492                   | tuburi de oțel umplute cu beton | 2005      | Wushan, Chongqing                             | 31°3′47″N 109°54′7.6″E / 31.06306°N 109.902111°E                   | China                   | [ S 6 ]         |
|         | Podul feroviar Chenab (în hindi चिनाब रेल सेतु, transliterat: Chinaab rel setu)                                                                | 467                   | oțel                            | 2022      | Reasi, Jammu și Cașmir                        | 33°9′3″N 74°52′58.7″E / 33.15083°N 74.882972°E                     | India                   | [ S 7 ] [ 3 ]   |
|         | Podul Guantang (în chineză: 官塘大桥, transliterat: Guān táng dàqiáo)                                                                     | 457                   | oțel                            | 2018      | Liuzhou, Guangxi                              | 24°23′06″N 109°29′40″E / 24.38500°N 109.49444°E                    | China                   |                 |
|         | Podul Mingzhou (în chineză: 明州大桥, transliterat: Míng zhōu dàqiáo)                                                                     | 450                   | oțel                            | 2011      | Ningbo, Zhejiang                              | 29°54′48.1″N 121°39′4.1″E / 29.913361°N 121.651139°E               | China                   | [ S 8 ]         |
|         | Podul feroviar Xijiang Zhaoqing (în chineză: 南广铁路肇庆西江大桥, transliterat: Nán guǎng tiělù zhàoqìng xījiāng dàqiáo)                 | 450                   | oțel                            | 2014      | Zhaoqing, Guangdong                           | 23°7′28.9″N 112°24′7.8″E / 23.124694°N 112.402167°E                | China                   |                 |
|         | Podul Daxiaojing (în chineză: 大小井大桥, transliterat: Dàxiǎo jǐng dàqiáo)                                                               | 450                   | tuburi de oțel umplute cu beton | 2019      | Dongdangxiang, Guizhou                        | 25°32′54.5″N 106°51′47.1″E / 25.548472°N 106.863083°E              | China                   | [ H 4 ]         |
|         | Podul feroviar Beipanjiang (în chineză: 沪昆高铁北盘江大桥, transliterat: Hù kūn gāotiě běi pán jiāng dàqiáo)                             | 445                   | beton                           | 2016      | Qinglong, Guizhou                             | 25°57′00.7″N 105°15′18.4″E / 25.950194°N 105.255111°E              | China                   | [ H 5 ]         |
|         | Podul feroviar Yachi (în chineză: 成贵高铁鸭池河大桥, transliterat: Chéng guì gāotiě yā chíhé dàqiáo)                                     | 436                   | tuburi de oțel umplute cu beton | 2019      | Qianxi, Guizhou                               | 26°53′03.5″N 106°17′24.2″E / 26.884306°N 106.290056°E              | China                   | [ H 6 ]         |
|         | Podul Mingzhuwan (în chineză: 明珠湾大桥, transliterat: Míngzhū wān dàqiáo)                                                               | 436                   | oțel                            | 2021      | Guangzhou, Guangdong                          | 22°44′36.41″N 113°33′29.75″E / 22.7434472°N 113.5582639°E          | China                   |                 |
|         | Podul peste râul Zhijing (în chineză: 支井河大桥, transliterat: Zhī jǐng hé dàqiáo)                                                       | 430                   | tuburi de oțel umplute cu beton | 2009      | Dazhipingzhen, Hubei                          | 30°37′33.5″N 110°11′48.8″E / 30.625972°N 110.196889°E              | China                   | [ S 9 ]         |
|         | Podul feroviar Zangmu (în chineză: 藏木雅鲁藏布江大桥, transliterat: Cáng mù yǎlǔcángbùjiāng dàqiáo)                                      | 430                   | tuburi de oțel umplute cu beton | 2021      | Jiacha, Tibet                                 | 29°11′40.8″N 92°30′40.6″E / 29.194667°N 92.511278°E                | China                   | [ H 7 ]         |
|         | Podul Xinguang (în chineză: 新光大桥, transliterat: Xīnguāng dàqiáo)                                                                      | 428                   | oțel                            | 2008      | Guangzhou, Guangdong                          | 23°3′10″N 113°19′18.2″E / 23.05278°N 113.321722°E                  | China                   | [ S 10 ]        |
|         | Podul Wanzhou peste fluviul Yangtze (în chineză: 万州长江大桥, transliterat: Wànzhōu chángjiāng dàqiáo)                                   | 420                   | beton                           | 1997      | Wanzhou, Chongqing                            | 30°45′34.6″N 108°25′9.4″E / 30.759611°N 108.419278°E               | China                   | [ S 11 ]        |
|         | Podul Caiyuanba peste fluviul Yangtze (în chineză: 菜园坝长江大桥, transliterat: Càiyuán bà chángjiāng dàqiáo)                            | 420                   | oțel                            | 2007      | Chongqing                                     | 29°32′35.6″N 106°32′52.6″E / 29.543222°N 106.547944°E              | China                   | [ S 12 ]        |
|         | Podul Qilu peste fluviul Huánghé (în chineză: 齐鲁黄河大桥, transliterat: Qílǔ huánghé dàqiáo)                                            | 420                   | oțel                            | 2024      | Jinan, Shandong                               | 36°44′42.5″N 116°53′43.5″E / 36.745139°N 116.895417°E              | China                   | [ 4 ]           |
|         | Podul Krk (în croată Krčki most) | 416                   | beton                           | 1980      | Krk                                           | 45°14′50.5″N 14°34′14.5″E / 45.247361°N 14.570694°E                | Croația                 | [ S 13 ]        |
|         | Podul Qiubei peste râul Nanpan (în chineză: 丘北南盘江大桥, transliterat: Qiūběinán pán jiāng dàqiáo)                                     | 416                   | beton                           | 2016      | Qiubei, Yunnan                                | 24°18′5.1″N 103°48′54.6″E / 24.301417°N 103.815167°E               | China                   | [ H 8 ]         |
|         | Podul Dafaqu (în chineză: 大发渠大桥, transliterat: Dà fā qú dàqiáo)                                                                      | 410                   | tuburi de oțel umplute cu beton | 2022      | Zunyi, Guizhou                                | 27°47′51″N 106°34′02″E / 27.79750°N 106.56722°E                    | China                   | [ H 9 ]         |
|         | Podul golfului râului Han (în chineză: 汉江湾桥, transliterat: Hànjiāng wān qiáo)                                                         | 408                   | oțel                            | 2021      | Wuhan, Hubei                                  | 30°35′7.64″N 114°12′16.47″E / 30.5854556°N 114.2045750°E           | China                   | [ 5 ]           |
|         | Podul Qingshuitang (în chineză: 清水塘大桥, transliterat: Qīngshuǐ táng dàqiáo)                                                           | 408                   | oțel                            | 2023      | Zhuzhou, Hunan                                | 27°51′17.45″N 113°04′30.84″E / 27.8548472°N 113.0752333°E          | China                   | [ 6 ]           |
|         | Podul Shuangbao (în chineză: 双堡特大桥, transliterat: Shuāng bǎo tèdà qiáo)                                                              | 405                   | tuburi de oțel umplute cu beton | 2024      | Wulong, Chongqing                             |                                                                    | China                   | [ 7 ]           |
|         | Podul Liancheng (în chineză: 莲城大桥, transliterat: Lián chéng dàqiáo)                                                                   | 400                   | tuburi de oțel umplute cu beton | 2007      | Xiangtan, Hunan                               | 27°53′24″N 112°57′28.2″E / 27.89000°N 112.957833°E                 | China                   | [ S 14 ]        |
|         | Podul Daninghe (în chineză: 大宁河大桥, transliterat: Dà níng hé dàqiáo)                                                                  | 400                   | oțel                            | 2010      | Wushan, Chongqing                             | 31°6′48.7″N 109°53′22.9″E / 31.113528°N 109.889694°E               | China                   | [ S 15 ]        |
|         | Al doilea pod Hengqin (în chineză: 横琴二桥, transliterat: Héng qín èr qiáo)                                                              | 400                   | oțel                            | 2015      | Zhuhai, Guangdong                             | 22°09′21.3″N 113°27′31.7″E / 22.155917°N 113.458806°E              | China                   |                 |
|         | Podul Qianwei peste râul Min (în chineză: 犍为岷江大桥, transliterat: Jiānwèi mínjiāng dàqiáo)                                            | 400                   | oțel                            | 2020      | Qianwei, Sichuan                              | 29°8′28.98″N 103°59′25.44″E / 29.1413833°N 103.9904000°E           | China                   | [ 8 ]           |
|         | Viaductul lacului de acumulare Alcántara (în spaniolă Viaducto del embalse de Alcántara)                                                  | 384                   | beton                           | 2016      | Cáceres, Extremadura                          | 39°41′10.56″N 6°27′40.18″V / 39.6862667°N 6.4611611°V              | Spania                  | {               |
|         | Podul Fremont (Portland, Oregon) [în engleză Fremont Bridge (Portland, Oregon)]                                                           | 382                   | oțel                            | 1973      | Portland, Oregon                              | 45°32′16.6″N 122°40′58.6″V / 45.537944°N 122.682944°V              | Statele Unite           | [ S 17 ]        |
|         | Podul aeroportului Hiroshima (în japoneză 広島空港大橋, transliterat: Hiroshimakūkō ōhashi)                                               | 380                   | oțel                            | 2010      | Hiroshima                                     | 34°27′26.7″N 132°55′37.2″E / 34.457417°N 132.927000°E              | Japonia                 | [ S 18 ]        |
|         | Podul Bugrinski (în rusă Бугринский мост, transliterat: Bugrinski most)                                                                   | 380                   | oțel                            | 2014      | Novosibirsk, Regiunea Novosibirsk             | 54°58′29.9″N 82°57′44.8″E / 54.974972°N 82.962444°E                | Rusia                   | [ S 19 ]        |
|         | Podul Yelanghe (în chineză: 夜郎河大桥, transliterat: Yè láng hé dàqiáo)                                                                  | 370                   | beton                           | 2018      | Tongzi, Guizhou                               | 28°23′37″N 106°49′02″E / 28.39361°N 106.81722°E                    | China                   |                 |
|         | Podul Maocaojie (în chineză: 茅草街大桥, transliterat: Máocǎo jiē dàqiáo)                                                                 | 368                   | tuburi de oțel umplute cu beton | 2006      | Yiyang, Hunan                                 | 29°3′43″N 112°18′7″E / 29.06194°N 112.30194°E                      | China                   | [ S 20 ]        |
|         | Podul vechi Port Mann (dezafectat) (în engleză Old Port Mann Bridge)                                                                      | 366                   | oțel                            | 1964      | Surrey, Columbia Britanică                    | 49°13′5.6″N 122°48′41.8″V / 49.218222°N 122.811611°V               | Canada                  | [ S 21 ]        |
|         | Podul Zhaohua peste fluviul Jialing (în chineză: 昭化嘉陵江大桥, transliterat: Zhāo huà jiālíngjiāng dàqiáo)                              | 364                   | beton                           | 2012      | Guangyuan, Sichuan                            | 32°18′4.1″N 105°43′56.2″E / 32.301139°N 105.732278°E               | China                   | [ H 10 ]        |
|         | Podul Žďákov (în cehă Žďákovský most) | 362                   | oțel                            | 1967      | Orlík nad Vltavou, Regiunea Boemia de Sud     | 49°30′15.8″N 14°11′0.6″E / 49.504389°N 14.183500°E                 | Cehia                   | [ S 22 ]        |
|         | Podul Yajisha (în chineză: 丫髻沙大桥, transliterat: Yājì shā dàqiáo)                                                                     | 360                   | tuburi de oțel umplute cu beton | 2000      | Guangzhou, Guangdong                          | 23°3′36.4″N 113°16′8″E / 23.060111°N 113.26889°E                   | China                   | [ S 23 ]        |
|         | Podul feroviar Wanzhou peste fluviul Yangtze (în chineză: 宜万铁路万州长江大桥, transliterat: Yí wàn tiělù wànzhōu chángjiāng dàqiáo)     | 360                   | oțel                            | 2005      | Wanzhou, Chongqing                            | 30°46′11.2″N 108°24′59.5″E / 30.769778°N 108.416528°E              | China                   | [ H 11 ]        |
|         | Podul Zongxihe (în chineză: 总溪河大桥, transliterat: Zǒng xī hé dàqiáo)                                                                  | 360                   | tuburi de oțel umplute cu beton | 2015      | Nayong, Guizhou                               | 27°01′22.8″N 105°14′27.6″E / 27.023000°N 105.241000°E              | China                   | [ H 12 ]        |
|         | Podul feroviar Zhunshuo peste fluviul Huánghé (în chineză: 准朔铁路黄河大桥, transliterat: Zhǔn shuò tiělù huánghé dàqiáo)                | 360                   | oțel                            | 2021      | Guangzhou, Guangdong                          | 22°43′30.56″N 113°27′11.42″E / 22.7251556°N 113.4531722°E          | China                   |                 |
|         | Podul Shawei Zuojiang (în chineză: 沙尾左江大桥, transliterat: Shā wěi zuǒ jiāng dàqiáo)                                                  | 360                   | tuburi de oțel umplute cu beton | 2021      | Fusui, Guangxi                                | 22°45′50.11″N 107°59′21.09″E / 22.7639194°N 107.9891917°E          | China                   | [ 9 ]           |
|         | Podul peste calea navigabilă Hongqili (în chineză: 洪奇沥水道大桥, transliterat: Hóng qí lìshuǐ dào dàqiáo)                               | 360                   | oțel                            | 2021      | Zhongshan, Guangdong - Guangzhou              | 22°43′48″N 113°27′23″E / 22.73000°N 113.45639°E                    | China                   |                 |
|         | Podul rutier Xinwei peste râul Hongshui (în chineză: 武忻高速新圩红水河特大桥, transliterat: Wǔ xīn gāosù xīn wéi hóng shuǐ hé tèdà qiáo) | 354                   | tuburi de oțel umplute cu beton | 2024      | Xincheng, Guangxi                             |                                                                    | China                   |                 |
|         | Podul feroviar peste râul Najie (în chineză: 纳界河大桥, transliterat: Nà jièhé dàqiáo)                                                   | 352                   | oțel                            | 2016      | Liuchangxiang, Guizhou                        | 26°42′07.9″N 106°09′46.8″E / 26.702194°N 106.163000°E              | China                   | [ H 13 ]        |
|         | Podul Amagi (în japoneză 天城橋, transliterat: Amagi-bashi)                                                                               | 350                   | oțel                            | 2018      | Uki, Prefectura Kumamoto                      | 32°36′43.3″N 130°27′32.9″E / 32.612028°N 130.459139°E              | Japonia                 |                 |
|         | Podul Americilor (în spaniolă Puente de las Américas)                                                                                     | 344                   | oțel                            | 1962      | Balboa, Provincia Panamá                      | 8°56′35″N 79°33′54″V / 8.94306°N 79.56500°V                        | Panama                  | [ S 24 ]        |
|         | Podul Podilskîi (în ucraineană Подільський мостовий перехід, transliterat: Podilskîi mostovîi perehid)                                    | 344                   | oțel                            | 2023      | Kiev                                          | 50°28′18″N 30°32′40″E / 50.47167°N 30.54444°E                      | Ucraina                 | [ S 25 ]        |
|         | Podul Margaret McDermott (în engleză Margaret McDermott Bridge)                                                                           | 343                   | oțel                            | 2017      | Dallas                                        | 32°46′13.4″N 96°49′06.6″V / 32.770389°N 96.818500°V                | Statele Unite           |                 |
|         | Podul feroviar Gǎnlǎn bà peste râul Lancang (în chineză: 橄榄坝大桥, transliterat: Gǎnlǎn bà dàqiáo)                                      | 342                   | tuburi de oțel umplute cu beton | 2022      | Shanyangxiang – Shuizhaixiang, Yunnan         | 25°17′24.5″N 99°21′0.2″E / 25.290139°N 99.350056°E                 | China                   | [ 10 ]          |
|         | Podul feroviar peste râul Meixi (în chineză: 郑万铁路梅溪河大桥, transliterat: Zhèng wàn tiělù méi xī hé dàqiáo)                          | 340                   | beton                           | 2022      | Fengjie, Chongqing                            | 31°3′37″N 109°31′18″E / 31.06028°N 109.52167°E                     | China                   | [ H 14 ]        |
|         | Podul Yonghe (în chineză: 永和大桥, transliterat: Yǒnghé dàqiáo)                                                                          | 338                   | tuburi de oțel umplute cu beton | 2005      | Nanning, Guangxi                              | 22°48′13″N 108°17′31″E / 22.80361°N 108.29194°E                    | China                   |                 |
|         | Podul Xiaohe (în chineză: 小河大桥, transliterat: Xiǎohé dàqiáo)                                                                          | 338                   | tuburi de oțel umplute cu beton | 2010      | Enshi, Hubei                                  | 30°11′39.3″N 109°13′35.7″E / 30.194250°N 109.226583°E              | China                   | [ S 26 ]        |
|         | Podul lacului Taiping (în chineză: 太平湖大桥, transliterat: Tàipíng hú dàqiáo)                                                           | 336                   | tuburi de oțel umplute cu beton | 2007      | Huangshan, Anhui                              | 30°19′46.8″N 117°57′3.9″E / 30.329667°N 117.951083°E               | China                   | [ S 27 ]        |
|         | Podul Dashengguan peste fluviul Yangtze (în chineză: 南京大胜关长江大桥, transliterat: Nánjīng dà shèng guān chángjiāng dàqiáo)           | 336 (x2)              | oțel                            | 2009      | Nanjing, Jiangsu                              | 31°57′35.4″N 118°37′51.5″E / 31.959833°N 118.630972°E              | China                   | [ S 28 ]        |
|         | Podul Meishan Chunxiao (în chineză: 梅山红桥, transliterat: Méishān hóng qiáo)                                                            | 336                   | oțel                            | 2017      | Ningbo, Zhejiang                              | 29°46′02.5″N 121°55′33.8″E / 29.767361°N 121.926056°E              | China                   |                 |
|         | Podul Matan peste râul Hongshui (în chineză: 马滩红水河大桥, transliterat: Mǎ tān hóng shuǐ hé dàqiáo)                                    | 336                   | tuburi de oțel umplute cu beton | 2018      | Laibin, Guangxi                               | 23°42′09″N 109°14′59″E / 23.70250°N 109.24972°E                    | China                   |                 |
|         | Podul feroviar Yibin peste râul Jinsha (în chineză: 宜宾金沙江公铁大桥, transliterat: Yíbīn jīnshā jiāng gōng tiě dàqiáo)                 | 336                   | tuburi de oțel umplute cu beton | 2019      | Yibin, Sichuan                                | 28°44′08.5″N 104°35′03.8″E / 28.735694°N 104.584389°E              | China                   | [ H 15 ]        |
|         | Podul Canalului Portului Tiansheng (în chineză: 天生港航道桥, transliterat: Tiānshēng gǎng hángdào qiáo)                                  | 336                   | oțel                            | 2020      | Nantong – Suzhou, Jiangsu                     | 32°02′18.4″N 120°42′52.5″E / 32.038444°N 120.714583°E              | China                   | [ S 29 ]        |
|         | Podul Laviolette (în engleză Laviolette Bridge)                                                                                           | 335                   | oțel                            | 1967      | Trois-Rivières, Quebec                        | 46°18′26.8″N 72°33′41.8″V / 46.307444°N 72.561611°V                | Canada                  | [ S 30 ]        |
|         | Podul Nanning peste râul Yong (în chineză: 南宁永和大桥, transliterat: Nánníng yǒnghé dàqiáo)                                             | 335                   | tuburi de oțel umplute cu beton | 2004      | Nanning, Guangxi                              | 22°48′14.8″N 108°17′30.3″E / 22.804111°N 108.291750°E              | China                   | [ 11 ]          |
|         | Podul peste râul Shuiluo (în chineză: 水落河大桥, transliterat: Shuǐluò hé dàqiáo)                                                        | 335                   | beton                           | 2024      | Gulin, Sichuan                                |                                                                    | China                   | [ 12 ]          |
|         | Podul Jubileul de Argint (în engleză Silver Jubilee Bridge)                                                                               | 330                   | oțel                            | 1961      | Runcorn – Widnes, Cheshire                    | 53°20′44.1″N 2°44′17.6″V / 53.345583°N 2.738222°V                  | Regatul Unit            | [ S 31 ]        |
|         | Podul peste râul Jiangjie (în chineză: 江界河大桥, transliterat: Jiāng jièhé dàqiáo)                                                      | 330                   | beton                           | 1995      | Weng'an, Guizhou                              | 27°17′55.4″N 107°22′17.6″E / 27.298722°N 107.371556°E              | China                   | [ S 32 ]        |
|         | Podul peste râul Dongxi (în chineză: 东溪河大桥, transliterat: Dōng xī hé dàqiáo)                                                         | 330                   | tuburi de oțel umplute cu beton | 2023      | Xujiazhen, Chongqing                          | 31°39′55.0″N 109°35′10.5″E / 31.665278°N 109.586250°E              | China                   | [ H 16 ]        |
|         | Podul peste râul Baishui (în chineză: 白水江大桥, transliterat: Báishuǐ jiāng dàqiáo)                                                     | 330                   | tuburi de oțel umplute cu beton | 2023      | Yiliang, Yunnan                               | 27°48′15″N 104°31′31″E / 27.80417°N 104.52528°E                    | China                   | [ 13 ]          |
|         | Podul Birchenough (în engleză Birchenough Bridge)                                                                                         | 329,4                 | oțel                            | 1935      | Chipinge, Manicaland                          | 19°57′43.4″S 32°20′39.5″E / 19.962056°S 32.344306°E                | Zimbabwe                | [ S 33 ]        |
|         | Podul lacului Theodore Roosevelt (în engleză Theodore Roosevelt Lake Bridge)                                                              | 329                   | oțel                            | 1992      | Gila – Maricopa, Arizona                      | 33°40′26″N 111°9′25.1″V / 33.67389°N 111.156972°V                  | Statele Unite           | [ S 34 ]        |
|         | Tajo Railway Bridge (în spaniolă Theodore Roosevelt Lake Bridge)                                                                          | 324                   | beton                           | 2019      | Cáceres, Extremadura                          | 39°42′59.1″N 6°26′35.3″V / 39.716417°N 6.443139°V                  | Spania                  | [ 14 ]          |
|         | Podul memorial Mike O'Callaghan–Pat Tillman (în engleză Mike O'Callaghan-Pat Tillman Memorial Bridge)                                     | 323                   | beton + oțel                    | 2010      | Boulder City, Nevada - Arizona                | 36°0′44.8″N 114°44′29.4″V / 36.012444°N 114.741500°V               | Statele Unite           | [ S 35 ]        |
|         | Podul Zhenglong peste râul Hongshui (în chineză: 正隆洪水河大桥, transliterat: Zhènglóng hóngshuǐ hé dàqiáo)                              | 316                   | tuburi de oțel umplute cu beton | 2024      | Laibin, Guangxi                               | 23°42′18.8″N 109°14′45.6″E / 23.705222°N 109.246000°E              | China                   | [ 15 ]          |
|         | Podul barajului Glen Canyon (în engleză Glen Canyon Dam Bridge)                                                                           | 313                   | oțel                            | 1959      | Page, Arizona                                 | 36°56′8.5″N 111°28′59.8″V / 36.935694°N 111.483278°V               | Statele Unite           | [ S 36 ]        |
|         | Podul peste râul Yong (în chineză: 甬江大桥, transliterat: Yǒngjiāng dàqiáo)                                                              | 312                   | beton                           | 1996      | Yongning, Guangxi                             | 22°45′51.3″N 108°29′6.1″E / 22.764250°N 108.485028°E               | China                   | [ S 37 ]        |
|         | Podul Hell Gate (în engleză Hell Gate Bridge)                                                                                             | 310                   | oțel                            | 1917      | New York City                                 | 40°46′57″N 73°55′19″V / 40.78250°N 73.92194°V                      | Statele Unite           | [ S 38 ]        |
|         | Podul Liming peste râul Lancang (în chineză: 澜沧江黎明大桥, transliterat: Láncāngjiāng límíng dàqiáo)                                    | 310                   | oțel                            | 2022      | Jinghong, Yunnan                              | 21°59′56.83″N 100°49′55.35″E / 21.9991194°N 100.8320417°E          | China                   |                 |
|         | Podul peste râul Lushui (în chineză: 溇水河大桥, transliterat: Lóu shuǐ hé dàqiáo)                                                        | 310                   | oțel                            | 2024      | Hefeng, Hubei                                 | 29°52′18″N 110°01′34″E / 29.871659023112958°N 110.02597966167885°E | China                   |                 |
|         | Podul Jinchai peste râul Hongshui (în chineză: 金钗红水河特大桥, transliterat: Jīnchāihóng shuǐ hé tèdà qiáo)                             | 310                   | tuburi de oțel umplute cu beton | 2022      | Xincheng - Mashan, Guangxi                    | 24°00′47″N 108°28′52″E / 24.01312398497546°N 108.48119152075263°E  | China                   | [ 16 ]          |
|         | Podul Nanpu peste lacul Qiandao (în chineză: 千岛湖南浦大桥, transliterat: Qiāndǎo húnán pǔ dàqiáo)                                       | 308                   | tuburi de oțel umplute cu beton | 2003      | Chun'an, Zhejiang                             | 29°40′4.1″N 118°49′28.4″E / 29.667806°N 118.824556°E               | China                   |                 |
|         | Podul Pentele (în maghiară Pentele híd)                                                                                                   | 308                   | oțel                            | 2007      | Dunaújváros, Fejér                            | 46°54′12.1″N 18°57′30″E / 46.903361°N 18.95833°E                   | Ungaria                 | [ S 39 ]        |
|         | Al treilea pod Fenghuang (în chineză: 凤凰三桥, transliterat: Fènghuáng sān qiáo)                                                         | 308                   | oțel                            | 2017      | Nansha, Guangdong                             | 22°44′44.0″N 113°30′39.8″E / 22.745556°N 113.511056°E              | China                   |                 |
|         | Podul Lewiston-Queenston (în engleză Lewiston-Queenston Bridge)                                                                           | 305                   | oțel                            | 1962      | Lewiston, New York – Queenston, Ontario       | 43°9′10.7″N 79°2′40.2″V / 43.152972°N 79.044500°V                  | Statele Unite/ · Canada | [ S 40 ]        |
|         | Podul Gladesville (în engleză Gladesville Bridge)                                                                                         | 305                   | beton                           | 1964      | Sydney                                        | 33°50′31.8″S 151°8′52.4″E / 33.842167°S 151.147889°E               | Australia               | [ S 41 ]        |
|         | Podul Van Brienenoord (secțiunea de vest) (în neerlandeză Van Brienenoordbrug)                                                            | 305                   | oțel                            | 1990      | Rotterdam                                     | 51°54′12.1″N 4°32′34.9″E / 51.903361°N 4.543028°E                  | Țările de Jos           | [ S 42 ]        |
|         | Noul pod Kizugawa (în japoneză 新木津川大橋, transliterat: Shinkidzugawaōhashi)                                                           | 305                   | oțel                            | 1994      | Osaka, Prefectura Osaka                       | 34°37′33″N 135°27′46.9″E / 34.62583°N 135.463028°E                 | Japonia                 | [ S 43 ]        |
|         | Podul Perrine (în engleză Perrine Bridge)                                                                                                 | 303                   | oțel                            | 1974      | Twin Falls, Idaho                             | 42°36′2.9″N 114°27′12.6″V / 42.600806°N 114.453500°V               | Statele Unite           | [ S 44 ]        |
|         | Podul Newburgh–Beacon (în engleză Newburgh–Beacon Bridge)                                                                                 | 300                   | oțel                            | 1963,1980 | Newburgh – Beacon, New York                   | 41°31′09″N 73°59′39.5″V / 41.51917°N 73.994306°V                   | Statele Unite           |                 |
|         | Podul Qingchuan (în chineză: 晴川桥, transliterat: Qíng chuān qiáo)                                                                       | 302,93                | tuburi de oțel umplute cu beton | 2000      | Wuhan, Hubei                                  | 30°33′49″N 114°17′06″E / 30.56351421606827°N 114.28511643760825°E  | China                   |                 |
|         | Podul Seri Saujana (în malaieză Jambatan Seri Saujana)                                                                                    | 300                   | oțel                            | 2003      | Putrajaya                                     | 2°54′48.1″N 101°40′35.3″E / 2.913361°N 101.676472°E                | Malaysia                | [ S 45 ]        |
|         | Podul Chancheng Dongping (în chineză: 东平大桥, transliterat: Dōngpíng dàqiáo)                                                            | 300                   | oțel                            | 2006      | Foshan, Guangdong                             | 22°58′39.1″N 113°7′4.1″E / 22.977528°N 113.117806°E                | China                   |                 |
|         | Podul Nanning (în chineză: 南宁大桥, transliterat: Nánníng dàqiáo)                                                                        | 300                   | oțel                            | 2009      | Nanning, Guangxi                              | 22°47′9″N 108°22′4.2″E / 22.78583°N 108.367833°E                   | China                   | [ S 46 ]        |
|         | Noul pod Saikai (în japoneză 新西海橋, transliterat: Shin saikai bashi)                                                                   | 300                   | oțel                            | 2006      | Sasebo - Saikai, Prefectura Nagasaki          | 33°3′14″N 129°45′18″E / 33.05389°N 129.75500°E                     | Japonia                 | [ 17 ]          |
|         | Podul arcuit al barajului Karun IV (în persană سد پل قوسی‌ بزرگ کارون, transliterat: Sad pel ghouseeh bozorg karon 4̱)                      | 300                   | oțel                            | 2015      | Lordegan, Provincia Chaharmahal și Bahtiari   | 31°38′29.0″N 50°29′23.7″E / 31.641389°N 50.489917°E                | Iran                    | [ H 17 ]        |
|         | Podul arcuit Tsakonas (în greacă Τοξωτή Γέφυρα Τσακώνας, transliterat: Toxotí Géfyra Tsakónas)                                            | 300                   | oțel                            | 2016      | Meligalas – Paradiseia, Peloponez             | 37°17′47.4″N 22°01′33.6″E / 37.296500°N 22.026000°E                | Grecia                  | [ S 47 ]        |
|         | Podul Xianghuoyan (în chineză: 香火岩大桥, transliterat: Xiānghuǒ yán dàqiáo)                                                             | 300                   | tuburi de oțel umplute cu beton | 2017      | Kaiyang, Guizhou                              | 26°57′48.0″N 106°55′02.4″E / 26.963333°N 106.917333°E              | China                   | [ H 18 ]        |
|         | Podul Guansheng peste râul Qu (în chineză: 官盛渠江大桥, transliterat: Guān shèngqújiāng dàqiáo)                                          | 300                   | beton                           | 2018      | Guang'an, Sichuan                             | 30°27′33″N 106°40′48″E / 30.45917°N 106.68000°E                    | China                   |                 |
|         | Podul Cuijiaying peste râul Han (în chineză: 崔家营汉江大桥, transliterat: Cuījiāyíng hànjiāng dàqiáo)                                    | 300 (x2)              | tuburi de oțel umplute cu beton | 2019      | Xiangyang, Hubei                              | 31°58′13.0″N 112°10′30.0″E / 31.970278°N 112.175000°E              | China                   |                 |
|         | Podul autostrăzii Jinghai peste râul Lancang (în chineză: 景海高速澜沧江大桥, transliterat: Jǐng hǎi gāosù láncāngjiāng dàqiáo)           | 300                   | oțel                            | 2021      | Jinghong, Yunnan                              | 22°02′8.26″N 100°46′58.79″E / 22.0356278°N 100.7829972°E           | China                   |                 |
|         | Podul Gaowang Wuzhou (în chineză: 梧州高旺大桥, transliterat: Wúzhōu gāo wàng dàqiáo)                                                     | 300                   | oțel                            | 2021      | Wuzhou, Guangxi                               | 23°28′8.74″N 111°17′12.82″E / 23.4690944°N 111.2868944°E           | China                   | [ 18 ]          |
|         | Podul peste râul Wumei (în chineză: 乌梅河大桥, transliterat: Wūméi hé dàqiáo)                                                            | 300                   | tuburi de oțel umplute cu beton | 2022      | Guizhou                                       |                                                                    | China                   |                 |
|         | Podul Jingxiong (Beijing-Xiongan) (în chineză: 京雄大桥, transliterat: Jīng xióng dàqiáo)                                                 | 300                   | oțel                            | 2023      | Beijing                                       |                                                                    | China                   |                 |

## Lista podurilor arcuite cu cea mai mare deschidere maximă din lume aflate în construcție
| Nume | Deschidere maximă (m) | Material                        | An   | Locație                         | Coordonate                                            | Țară                  | Note     |
| |                       |                                 |      |                                 |                                                       |                       |          |
| --- | --------------------- | ------------------------------- | ---- | ------------------------------- | ----------------------------------------------------- | --------------------- | -------- |
| Podul principal al proiectului Sharq Crossing (în engleză Sharq Crossing project)                                                                                        | 700                   | oțel                            |      | Doha                            | 25°19′16″N 51°32′38″E / 25.32111°N 51.54389°E         | Qatar                 | [ 19 ]   |
| Podul Șeicul Rashid bin Saeed (în arabă معبر الشيخ راشد بن سعيد, transliterat: Maebar alshaykh rashid bin saeid)                                                         | 667                   | oțel                            |      | Dubai                           | 25°12′48″N 55°20′38″E / 25.21333°N 55.34389°E         | Emiratele Arabe Unite | [ 20 ]   |
| Podul Fenglai (în chineză: 凤来大桥, transliterat: Fèng lái dàqiáo) | 580                   | oțel                            | 2025 | Wulong, Chongqing               | 29°23′23″N 107°17′45″E / 29.38972°N 107.29583°E       | China                 |          |
| Podul Lantian peste fluviul Yangtze (în chineză: 蓝田长江大桥, transliterat: Lántián chángjiāng dàqiáo)                                                                  | 578,4                 | oțel                            | 2027 | Luzhou, Sichuan                 |                                                       | China                 | [ 21 ]   |
| Podul rutier Hongshui peste râul Lewang (în chineză: 乐望红水河大桥, transliterat: Lè wàng hóng shuǐ hé dàqiáo)                                                          | 528                   | tuburi de oțel umplute cu beton |      | Leye, Guangxi - Wangmo, Guizhou |                                                       | China                 | [ 22 ]   |
| Podul peste râul Guniu (în chineză: 古牛河特大桥, transliterat: Gǔ niú hé tèdà qiáo)                                                                                     | 520                   | tuburi de oțel umplute cu beton |      | Anshun - Panzhou, Guizhou       |                                                       | China                 | [ 23 ]   |
| Podul Shili Heihuijiang de pe autostrada Weifeng (în chineză: 诗礼黑惠江大桥（巍凤高速）, transliterat: Shī lǐ hēi huì jiāng dàqiáo (wēi fèng gāosù))                    | 518                   | tuburi de oțel umplute cu beton |      | Fengqing, Yunnan                |                                                       | China                 |          |
| Podul peste râul Xining (în chineză: 西宁河大桥, transliterat: Xīníng hé dàqiáo)                                                                                         | 510                   | tuburi de oțel umplute cu beton |      | Pingshan, Sichuan               |                                                       | China                 |          |
| Podul peste râul Jinsha de pe calea ferată Sichuan-Tibet (în chineză: 川藏铁路金沙江大桥, transliterat: Chuān zàng tiělù jīnshā jiāng dàqiáo)                            | 500                   | oțel                            | 2031 | Baiyu, Sichuan - Gongjue, Tibet |                                                       | China                 |          |
| Podul peste fluviul Nu de pe calea ferată Dali-Ruili (în chineză: 大瑞铁路怒江大桥, transliterat: Dà ruì tiělù nùjiāng dàqiáo)                                           | 490                   | oțel                            | 2025 | Lamengxiang, Yunnan             | 24°44′53.5″N 98°56′55.2″E / 24.748194°N 98.948667°E   | China                 | [ H 19 ] |
| Podul Shaba peste râul Dadu (în chineză: 沙坝大渡河大桥, transliterat: Shā bà dà dùhé dàqiáo)                                                                            | 466                   | tuburi de oțel umplute cu beton |      | Luding, Sichuan                 | 29°33′24″N 102°10′25″E / 29.55667°N 102.17361°E       | China                 | [ 24 ]   |
| Podul Tianwan peste râul Dadu (în chineză: 田湾大渡河大桥, transliterat: Tián wān dà dùhé dàqiáo)                                                                        | 466                   | tuburi de oțel umplute cu beton |      | Luding, Sichuan                 | 29°28′23″N 102°11′22″E / 29.47306°N 102.18944°E       | China                 | [ 24 ]   |
| Podul Jialing peste râul Caojie (în chineză: 草街嘉陵江大桥, transliterat: Cǎo jiē jiālíngjiāng dàqiáo)                                                                  | 450                   | tuburi de oțel umplute cu beton |      | Hechuan-Beibei, Chongqing       | 29°53′37″N 106°24′15″E / 29.89361°N 106.40417°E       | China                 |          |
| Podul peste râul Lowang (în chineză: 洛旺河大桥, transliterat: Luò wàng hé dàqiáo)                                                                                       | 426                   | tuburi de oțel umplute cu beton |      | Kaiyang, Guizhou                |                                                       | China                 |          |
| Podul Zhaozhuang peste râul Maling (în chineză: 赵庄马岭河大桥, transliterat: Zhào zhuāng mǎ lǐng hé dàqiáo)                                                             | 410                   | tuburi de oțel umplute cu beton | 2025 | Xingyi, Guizhou                 | 25°07′05.7″N 104°58′39.9″E / 25.118250°N 104.977750°E | China                 | [ H 20 ] |
| Podul Inelului Exterior de Vest peste rîul Haihe (în chineză: 西外环海河大桥, transliterat: Xī wài huán hǎihé dàqiáo)                                                    | 410                   | oțel                            | 2026 | Binhai, Tianjin                 |                                                       | China                 | [ 25 ]   |
| Podul Shuangbao (în chineză: 双堡大桥, transliterat: Shuāng bǎo dàqiáo)                                                                                                  | 405 (x 2)             | tuburi de oțel umplute cu beton | 2026 | Wulong, Chongqing               |                                                       | China                 | [ 26 ]   |
| Podul Yuwa peste râul Hei (în chineză: 玉瓦黑河大桥, transliterat: Yù wǎ hēihé dàqiáo)                                                                                   | 400                   | oțel                            |      | Jiuzhaigou, Sichuan             |                                                       | China                 |          |
| Podul Dongjiuqu de pe calea ferată Sichuan-Tibet (în chineză: 川藏铁路东久曲大桥, transliterat: Chuān zàng tiělù dōng jiǔ qū dàqiáo)                                     | 400                   | oțel                            | 2031 | Nyingchi, Tibet                 |                                                       | China                 |          |
| Podul Xiniu de pe autostrada provincială 338 (în chineză: 犀牛大桥（338省道）, transliterat: Xīniú dàqiáo (338 shěng dào))                                               | 390                   | tuburi de oțel umplute cu beton |      | Fengqing, Yunnan                |                                                       | China                 |          |
| Podul peste râul Baimaqu (în chineză: 白马渠江大桥, transliterat: Báimǎ qú jiāng dàqiáo)                                                                                 | 390                   | tuburi de oțel umplute cu beton |      | Guang'an, Sichuan               |                                                       | China                 |          |
| Podul peste canalul Tianxingzhou al râului Changtai Yangtze (în chineză: 常泰长江大桥天星洲航道桥, transliterat: Cháng tài chángjiāng dàqiáo tiānxīng zhōu hángdào qiáo) | 388                   | oțel                            | 2025 | Taixing, Jiangsu                |                                                       | China                 |          |
| Podul peste canalul Lu'anzhou al râului Changtai Yangtze (în chineză: 常泰长江大桥录安洲航道桥, transliterat: Cháng tài chángjiāng dàqiáo lù ān zhōu hángdào qiáo)       | 388                   | oțel                            | 2025 | Taixing, Jiangsu                |                                                       | China                 |          |
| Al zecelea pod Jianghan (în chineză: 江汉十桥, transliterat: Jiānghàn shí qiáo)                                                                                          | 380                   | oțel                            | 2025 | Wuhan, Hubei                    |                                                       | China                 |          |
| Podul peste râul Yuntai Tongjiang (în chineză: 云台通江河特大桥, transliterat: Yún tái tōng jiānghé tèdà qiáo)                                                           | 380                   | tuburi de oțel umplute cu beton | 2025 | Pingchang, Sichuan              |                                                       | China                 |          |
| Podul Gangou (în chineză: 甘沟大桥, transliterat: Gān gōu dàqiáo) | 375                   | tuburi de oțel umplute cu beton | 2025 | Jiuzhaigou, Sichuan             |                                                       | China                 | [ 27 ]   |
| Podul Suba (în chineză: 苏坝大桥, transliterat: Sū bà dàqiáo) | 370,5                 | beton                           | 2025 | Mabian, Sichuan                 |                                                       | China                 | [ 28 ]   |
| Podul feroviar Jianzha peste fluviul Huanghe (în chineză: 尖扎黄河铁路大桥, transliterat: Jiān zhā huánghé tiělù dàqiáo)                                                 | 366                   | oțel                            | 2025 | Jianzha, Qinghai                |                                                       | China                 | [ 29 ]   |
| Podul Daheba (în chineză: 大河坝大桥, transliterat: Dàhé bà dàqiáo) | 360                   | tuburi de oțel umplute cu beton |      | Jinyang, Sichuan                |                                                       | China                 |          |
| Podul peste râul Logie (în chineză: 洛吉河大桥, transliterat: Luò jíhé dàqiáo)                                                                                           | 360                   | tuburi de oțel umplute cu beton | 2028 | Shangri-La, Yunnan              |                                                       | China                 |          |
| Podul Hongshui peste râul Xinwei (în chineză: 新圩红水河大桥, transliterat: Xīn wéi hóng shuǐ hé dàqiáo)                                                                 | 354                   | tuburi de oțel umplute cu beton |      | Xincheng, Guangxi               |                                                       | China                 |          |
| Podul peste râul Xisujiao (în chineză: 西苏角河大桥, transliterat: Xī sū jiǎo hé dàqiáo)                                                                                 | 350                   | tuburi de oțel umplute cu beton |      | Leibo, Sichuan                  |                                                       | China                 | [ 30 ]   |
| Podul peste râul Baishui (în chineză: 白水河大桥, transliterat: Báishuǐ hé dàqiáo)                                                                                       | 340                   | tuburi de oțel umplute cu beton | 2025 | Zhijin, Guizhou                 |                                                       | China                 | [ 31 ]   |
| Podul feroviar Wengma peste râul Wu (în chineză: 瓮马铁路乌江特大桥, transliterat: Wèng mǎ tiělù wūjiāng tèdà qiáo)                                                      | 337                   | tuburi de oțel umplute cu beton |      | Weng'an, Guizhou                |                                                       | China                 | [ 32 ]   |
| Podul Qingcheng (în chineză: 青城大桥, transliterat: Qīng chéng dàqiáo)                                                                                                  | 336                   | tuburi de oțel umplute cu beton | 2025 | Dujiangyan, Sichuan             |                                                       | China                 | [ 33 ]   |
| Podul Qianxigou (în chineză: 乾溪沟大桥, transliterat: Qián xī gōu dàqiáo)                                                                                               | 330                   | tuburi de oțel umplute cu beton |      | Yanjin, Yunnan                  |                                                       | China                 | [ 34 ]   |
| Podul Qiaowo (în chineză: 荞窝大桥, transliterat: Qiáo wō dàqiáo) | 325                   | tuburi de oțel umplute cu beton | 2027 | Puge, Sichuan                   |                                                       | China                 |          |
| Podul cu două căi Sanan (în chineză: 三岸大桥复线桥, transliterat: Sān'àn dàqiáo fùxiàn qiáo)                                                                            | 320                   | tuburi de oțel umplute cu beton | 2025 | Nanning, Guangxi                | 22°47′30″N 108°26′30″E / 22.79167°N 108.44167°E       | China                 | [ 35 ]   |
| Podul Tuojiang (în chineză: 沱江大桥, transliterat: Tuójiāng dàqiáo) | 320                   | tuburi de oțel umplute cu beton | 2027 | Jianyang, Sichuan               |                                                       | China                 | [ 36 ]   |
| Podul Shangwujiao (în chineză: 上乌角特大桥, transliterat: Shàng wū jiǎo tèdà qiáo)                                                                                      | 310                   | tuburi de oțel umplute cu beton |      | Leibo, Sichuan                  |                                                       | China                 | [ 37 ]   |
| Podul peste râul Liutong (în chineză: 溜筒河大桥, transliterat: Liū tǒng hé dàqiáo)                                                                                      | 300                   | tuburi de oțel umplute cu beton |      | Leibo, Sichuan                  | 28°03′05″N 103°24′59″E / 28.05139°N 103.41639°E       | China                 |          |

## Cronologia podurilor arcuite cu cea mai mare deschidere din lume
| Perioadă             | Imagine                                                      | Nume | Oraș                                            | Țară                    | Deschidere maximă (m) | Locație                   | Observații                            |
|                      |                                                              | |                                                 |                         |                       |                           |                                       |
| -------------------- | ------------------------------------------------------------ | --- | ----------------------------------------------- | ----------------------- | --------------------- | ------------------------- | ------------------------------------- |
| 2024 – prezent       |                                                              | Podul Tian'e Longtan (în chineză: 天峨龙滩特大桥, transliterat: Tiān é lóng tān tèdà qiáo)                         | Guangxi                                         | China                   | 600                   | râul Hongshui             |                                       |
| 2020 – 2024          |                                                              | Al treilea pod Pingnan (în chineză: 平南三桥, transliterat: Píng nán sān qiáo)                                     | Guangxi                                         | China                   | 575                   | râul Xun                  |                                       |
| 2009 – 2020          |                                                              | Podul Chaotianmen peste fluviul Yangtze (în chineză: 朝天门长江大桥, transliterat: Cháotiān mén chángjiāng dàqiáo) | Chongqing                                       | China                   | 552                   | fluviul Yangtze           |                                       |
| 2003 – 2009          |                                                              | Podul Lupu (în chineză: 卢浦大桥, transliterat: Lúpǔ dàqiáo)                                                       | Shanghai                                        | China                   | 550                   | râul Huangpu              |                                       |
| 1977 – 2003          |                                                              | Podul New River Gorge (în engleză New River Gorge Bridge)                                                          | Fayetteville, Virginia de Vest                  | Statele Unite           | 518                   | New River (Kanawha)       |                                       |
| 1931 – 1977          |                                                              | Podul Bayonne (în engleză Bayonne Bridge)                                                                          | Bayonne, New Jersey                             | Statele Unite           | 510                   | strâmtoarea Kill Van Kull |                                       |
| 1916 – 1931          |                                                              | Podul Hell Gate (în engleză Hell Gate Bridge)                                                                      | New York City                                   | Statele Unite           | 298                   | strâmtoarea Hell Gate     |                                       |
| 1898 – 1916          |                                                              | Podul arcuit de oțel din amonte (Podul Honeymoon) [în engleză Upper Steel Arch Bridge, (Honeymoon Bridge)]         | Niagara Falls, Ontario/ Niagara Falls, New York | Canada/ · Statele Unite | 256                   | râul Niagara              | distrus în 1938                       |
| 1886 – 1898          |                                                              | Podul Dom Luís I (în portugheză Ponte Dom Luiz I)                                                                  | Porto                                           | Portugalia              | 172                   | fluviul Douro             |                                       |
| 1884 – 1886          |                                                              | Viaductul Garabit (în franceză Viaduc de Garabit)                                                                  | Ruynes-en-Margeride                             | Franța                  | 165                   | râul Truyère              |                                       |
| 1877 – 1884          |                                                              | Podul Maria Pia (în portugheză Ponte de D. Maria Pia)                                                              | Porto                                           | Portugalia              | 160                   | fluviul Douro             |                                       |
| 1874 – 1877          |                                                              | Podul Eads (în engleză Eads Bridge)                                                                                | St. Louis, Missouri                             | Statele Unite           | 158,5                 | fluviul Mississippi       |                                       |
| 1860 – 1874          |                                                              | Podul Southwark (în engleză Southwark Bridge)                                                                      | Londra                                          | Regatul Unit            | 73                    | râul Tamisa               |                                       |
| 1848 – 1860          |                                                              | Podul Cascade (în engleză Cascade Bridge)                                                                          | Windsor, New York                               | Statele Unite           | 76                    | golful Cascade            |                                       |
| 1819 – 1848          |                                                              | Podul Southwark (în engleză Southwark Bridge)                                                                      | Londra                                          | Regatul Unit            | 73                    | râul Tamisa               |                                       |
| 1796 – 1819          |                                                              | Podul Wearmouth (în engleză Wearmouth Bridge)                                                                      | Sunderland                                      | Regatul Unit            | 72                    | râul Wear                 |                                       |
| 1479 – 1796          |                                                              | Podul din Vieille-Brioude (în franceză Pont de Vieille-Brioude)                                                    | Vieille-Brioude                                 | Franța                  | 54,5                  | râul Allier               | distrus în 1822, reconstruit în 1823  |
| 1416 – 1479          |                                                              | Podul Castelvecchio (Podul Scaligero) [în italiană Ponte di Castel Vecchio (Ponte Scaligero)]                      | Verona, Veneto                                  | Italia                  | 49                    | râul Adige                | distrus în 1945, reconstruit în 1951  |
| 1377 – 1416          |                                                              | Podul Visconti din Trezzo (în italiană Ponte visconteo di Trezzo)                                                  | Trezzo sull'Adda, Lombardia                     | Italia                  | 72                    | râul Adda                 | distrus în 1416                       |
| 1356 – 1377          |                                                              | Podul Castelvecchio (Podul Scaligero) [în italiană Ponte di Castel Vecchio (Ponte Scaligero)]                      | Verona, Veneto                                  | Italia                  | 49                    | râul Adige                | distrus în 1945, reconstruit în 1951  |
| 1341 – 1356          |                                                              | Podul Diavolului (în franceză Pont du Diable)                                                                      | Céret                                           | Franța                  | 45                    | fluviul Tech              |                                       |
| 1147 – 1341          |                                                              | Podul Malabadi (în turcă Malabadi Köprüsü)                                                                         | Silvan, Diyarbakır                              | Turcia                  | 39                    | râul Batman               |                                       |
| 605 – 1147           |                                                              | Podul Zhaozhou (în chineză: 赵州桥, transliterat: Zhào zhōu qiáo)                                                  | Zhao, Hebei                                     | China                   | 37                    | râul Xiao                 |                                       |
| 270 – 605            |                                                              | Podul Cendere (în turcă Cendere Köprüsü)                                                                           | Kahta                                           | Turcia                  | 34                    | râul Cendere              |                                       |
| 105 – 270            | Trajan's Bridge Across the Danube, Modern Reconstruction.jpg | Podul lui Traian                                                                                                   | Drobeta-Turnu Severin/ Kladovo                  | România/ · Serbia       | 51                    | fluviul Dunărea           | pod din bârne de lemn, distrus în 270 |
| 27 î.Hr. – 105       |                                                              | Podul lui Augusto (în italiană Ponte di Augusto)                                                                   | Narni                                           | Italia                  | 32                    | râul Nera                 | distrus în 1855                       |
| 62 î.Hr. – 27 î.Hr.  |                                                              | Podul Fabricius (în latină Pons Fabricius)                                                                         | Roma                                            | Italia                  | 25                    | râul Tibru                |                                       |
| 142 î.Hr. – 62 î.Hr. |                                                              | Podul Aemilius (în latină Pons Aemilius)                                                                           | Roma                                            | Italia                  | 24                    | râul Tibru                | distrus în anii 1890                  |

## Notă explicativă
1. 1 2  În inginerie, deschiderea (în engleză span, în franceză portée, în spaniolă luz, în germană spannweite) reprezintă distanța dintre două suporturi structurale adiacente (de exemplu, doi piloni) ale unui element structural (de exemplu, o grindă). Spațiul se măsoară în direcție orizontală fie între fețele suporturilor (deschidere liberă), fie între centrele suprafețelor de reazem (deschidere efectivă)
O travee este porțiunea dintr-o construcție (edificiu, pod, viaduct etc.) care cuprinde două puncte de reazem (stâlpi, coloane, grinzi, pile etc.) și deschiderea dintre ele